# Província d'Êlih
Êlih (turc: Batman; àrab: باتمان, Bātmān, contracció de muntanyes Bati Raman) és una província turca al Kurdistan que forma part del sud-est d'Anatòlia.
La província és important a causa de l'explotació de les seves reserves de petroli. La refineria de petroli va ser fundada el 1955. Hi ha un oleoducte de 494 km des de Batman fins a la ciutat turca d'Iskenderun.
El cotó és el producte agrícola principal. Una línia de ferrocarril connecta Batman amb Diyarbakir i Elâzığ. El riu Batman travessa la província.
Batman, amb 246.700 habitants, és la capital provincial.
La província és també interessant des d'un punt de vista arqueològic. Entre els llocs d'interès s'inclouen el monestir d'Imam Abdullah Dervish i els ponts de Camiü‘r Rızk i Hasankeyf.

## Districtes
La província d'Êlih es divideix en 6 districtes (el districte de la capital apareix en negreta):
- Êlih
- Beşiri
- Gercüş
- Hasankeyf
- Kozluk
- Sassun